# Scheherazade (film 1947)
Scheherazade (Song of Scheherazade) è un film di Walter Reisch del 1947 che racconta un episodio inventato della vita di Rimskij-Korsakov che effettivamente, dal 1862 al 1865, fu imbarcato come cadetto su una nave della marina imperiale russa dove completò la sua prima sinfonia (sinfonia n.1 in Mi bemolle minore). La suite sinfonica Scheherazade in realtà fu composta nel 1888.
Il film è un technicolor fiammeggiante, interpretato da Jean-Pierre Aumont (marito di María Montez, soprannominata la regina del Technicolor) qui in coppia con un'altra celebre diva dell'esotismo camp hollywoodiano, Yvonne De Carlo. Soggetto e regia le firma Walter Reisch, un profugo della diaspora tedesca degli ebrei sfuggiti al nazismo: uno dei maggiori collaboratori di Ernst Lubitsch e, talvolta, come in questo caso, regista in proprio.

## Trama
Su una nave scuola della marina imperiale russa è imbarcato anche il giovane compositore Nikolaj Andreevicˇ Rimskij-Korsakov. Durante uno scalo in un porto orientale, Nicolaj incontra in una taverna Cara, una bellissima danzatrice di origine russa della quale s'innamora. Pure un altro cadetto cede al fascino della ragazza e questa rivalità porta i due giovani a sfidarsi a duello. Ma, alla fine, decidono di unire le loro forze, cercando d'imbarcare sulla nave Cara, travestita da marinaio. Il capitano li scopre e impone a Nicolaj di lasciar perdere, promettendogli di aiutare lui a far tornare Cara in Russia quando sarà possibile. Passa il tempo: Nicolaj è tornato in patria, ha lasciato la marina ed è diventato un compositore di successo. Al teatro di San Pietroburgo sta per andare in scena la Scheherazade, la musica che lui ha scritto ispirato da Cara e a ballarla sarà proprio Cara stessa.

## Produzione
Il film - con il titolo di lavorazione Fandango - fu prodotto dalla Universal International Pictures (UI).

## Musica
L'adattamento musicale e la direzione orchestrale sono firmati da Miklos Rozsa. Song of India fu composta per l'opera Sadko (Садко), Flight of the Bumble Bee per La fiaba dello zar Saltan, Hymn to the Sun per Il gallo d'oro.

### Numeri musicali
- Gypsy Song, musica di Nikolay Rimsky-Korsakov
- Navy March, musica di Nikolay Rimsky-Korsakov
- Song of India, canzone - parole e musica di Jack Brooks e Nikolay Rimsky-Korsakov
- Arabesque, musica di Nikolay Rimsky-Korsakov
- Hymn to the Sun, canzone - parole e musica di Jack Brooks e Nikolay Rimsky-Korsakov
- Flight of the Bumble Bee, musica di Nikolay Rimsky-Korsakov
- Capriccio spagnolo, Op.35 (Fandango), canzone - parole e musica di Jack Brooks e Nikolay Rimsky-Korsakov
- Song of Scheherazade, musica di Nikolay Rimsky-Korsakov
- Dance of the Tumblers, musica di Nikolay Rimsky-Korsakov

### Coreografia
Le coreografie furono di Tilly Losch. Nei numeri danzati, Yvonne De Carlo fu preparata da Helen McAllister.

## Distribuzione
Distribuito dalla Universal Pictures, il film uscì nelle sale degli Stati Uniti nel marzo 1947. Era stato presentato in prima a New York il 26 febbraio 1947.

### Date di uscita
IMDb
- USA	26 febbraio 1947	 (New York City, New York)
- USA	marzo 1947
- Svezia	14 luglio 1947
- Francia	16 settembre 1947
- Finlandia	26 marzo 1948
- Austria	28 aprile 1950
- Germania Ovest	15 settembre 1950
- Filippine	10 gennaio 1952	 (Davao)

Alias
- Song of Scheherazade	USA (titolo originale)
- Scheherazade	Grecia / Italia
- 1001:n yön tyttö	Finlandia
- Das Lied der Scheherezade	Austria
- De liefden van Sheherazade	Belgio (titolo Fiammingo)
- Fandango	USA (titolo di lavorazione)
- Het lied van Sheherazade	Belgio (titolo Fiammingo)
- Lied des Orients	Germania Ovest
- Sången om Scheherazade	Svezia
- Schéhérazade	Francia
- Scheherezade	Spagna